# مسجد گوجان
مسجد گوجان مربوط به دوره قاجار است نام آن مسجد جامع است و در شهر گوجان، شهرستان فارسان، بخش مرکزی واقع شده و این اثر در تاریخ ۱۲ شهریور ۱۳۸۶ با شمارهٔ ثبت ۱۹۵۰۶ به‌عنوان یکی از آثار ملی ایران به ثبت رسیده است.